# 甲斐克則
甲斐 克則（かい・かつのり、1954年10月6日- ）は、日本の法学者。専門は、刑事法・医事法。学位は、博士（法学）（広島大学・論文博士・2002年）。広島大学名誉教授。早稲田大学大学院法務研究科教授（同研究科長・早稲田大学理事を歴任）。

## 人物
学校法人早稲田大学理事（2018年11月～2022年9月）。

## 研究テーマ
主な研究テーマは、刑事違法論の本質（特に法益論）と刑事責任の本質（特に責任原理）を探求しつつ、交通事故・火災事故・医療事故等の刑事過失論、安楽死・尊厳死・臓器移植・生殖医療等の医事刑法および医事法の領域、更には、海事刑法の領域でそれを実証すること。企業犯罪および刑事コンプライアンスの研究も行っている。

## 略歴
- 1954年10月 - 大分県大野郡朝地町(現・豊後大野市)出身[2]
- 1977年3月 - 九州大学法学部卒業 (法学士)
- 1979年3月 - 九州大学大学院法学研究科博士前期課程修了（法学修士）
- 1982年3月 - 九州大学大学院法学研究科博士後期課程単位修得退学
- 1982年4月 - 九州大学法学部助手
- 1984年4月 - 海上保安大学校講師
- 1987年4月 - 海上保安大学校助教授
- 1991年4月 - 広島大学法学部助教授
- 1993年4月 - 広島大学法学部教授
- 2002年10月 - 学位論文「海上交通犯罪の研究」により、広島大学から博士（法学）の学位を授与される[1]。
- 2004年4月-現在 - 早稲田大学大学院法務研究科教授
- 2014年9月-2018年9月 - 早稲田大学大学院法務研究科長
- 2015年 - 広島大学名誉教授
- 2018年11月- 2022年9月 学校法人早稲田大学理事[3]

## 著書・論文
- 『アルトゥール・カウフマン『責任原理』（九州大学出版会，2000年，翻訳）
- 『海上交通犯罪の研究［海事刑法研究第1巻］』（成文堂，2001年）
- 『安楽死と刑法［医事刑法研究第1巻］』（成文堂，2003年）
- 『尊厳死と刑法［医事刑法研究第2巻］』（成文堂，2004年）
- 『医事刑法への旅Ⅰ』（現代法律出版，2004年）
- 『責任原理と過失犯論』（成文堂，2005年）
- 『被験者保護と刑法[医事刑法研究第3巻]』（成文堂，2005年）
- 『医事刑法への旅Ⅰ[新版]』（イウス出版，2006年）
- 『遺伝情報と法政策』（成文堂，2007年，編著）
- 『企業犯罪とコンプライアンス・プログラム』（商事法務，2007年，共編著）
- 『終末期医療と生命倫理』（太陽出版，2008年，共編著）
- 『ブリッジブック医事法』（信山社，2008年，編著）
- 『企業活動と刑事規制』（日本評論社，2008年，編著）
- 『企業活動と刑事規制の国際動向』（信山社，2008年，共編者）
- ペーター・タック『オランダ医事刑法の展開―安楽死・妊娠中絶・臓器移植』（慶應義塾大学出版会，2009年，編訳）
- 『医事法講座第1巻 ポストゲノム社会と医事法』（信山社，2009年，編著）
- 『医事法六法』（信山社，2010年，編集）
- 『レクチャー生命倫理と法』（法律文化社，2010年，編著）
- 『生殖医療と刑法[医事刑法研究第4巻]』（成文堂，2010年）
- 『新版医療事故の刑事判例』（成文堂，2010年，共編著）
- 『医事法講座第2巻 インフォームド・コンセントと医事法』（信山社，2010年，編著）
- 『中華人民共和国刑法』（成文堂，2011年，共編訳）
- 『医事法講座第3巻 医療事故と医事法』（信山社，2012年，編著）
- 『現代社会と刑法を考える』（法律文化社，2012年，編著）
- ウルリッヒ・ズィーバー『21世紀刑法学への挑戦―グローバル化情報社会とリスク社会の中で』（成文堂，2012年，共監訳）
- 『シリーズ生命倫理学第5巻 安楽死・尊厳死』（丸善出版，2012年，共編著）
- 『医療事故と刑法[医事法研究第5巻]』（成文堂，2012年）
- 『医事法講座第4巻 終末期医療と医事法』（信山社，2013年，編著）
- アルビン・エーザー『「侵害原理」と法益論における被害者の役割』（信山社，2014年，編訳）
- 『２１世紀日中刑事法の重要課題』（成文堂，2014年，共編著）
- 『医事法講座第5巻 生殖医療と医事法』（信山社，2014年，編著）
- 『刑事コンプライアンスの国際動向』（信山社，2015年，共編著）
- 『刑法実践演習』（法律文化社，2015年，編著）
- 『医事法講座第6巻 臓器移植と医事法』（信山社，2015年，編著）
- 『海外の安楽死・自殺幇助と法』（慶應義塾大学出版会，2015年，編訳）
- 『臓器移植と刑法[医事刑法研究第6巻]』（成文堂，2016年）
- 『日中刑事法の基礎理論と先端問題』（成文堂，2016年，共編著）
- 『医事法講座第7巻 小児医療と医事法』（信山社，2016年，編著）
- 『終末期医療と刑法[医事刑法研究第7巻]』（成文堂，2017年）
- 『医事法講座第8巻 再生医療と医事法』（信山社，2017年，編著）
- 『ブリッジブック医事法（第2版）』（信山社，2018年，編著）
- 『医事法辞典』（信山社，2018年，編集代表）
- 『企業犯罪と刑事コンプライアンス－「企業刑法」構築に向けて』（成文堂，2018年）
- 『＜講演録＞医事法学へのまなざし－生命倫理とのコラボレーション－』（信山社，2018年）
- 『責任原理と過失犯論[増補版]』（成文堂，2019年）
- 『医事法講座第9巻 医療情報と医事法』（信山社，2019年，編著）
- 『医事法研究』第1号～（信山社，2019年，責任編集）
- 『刑法の重要課題をめぐる日中比較法の実践』（成文堂，2020年，編著）
- 『医事法講座第10巻 精神科医療と医事法』（信山社，2020年，編著）
- 『医事法講座第11巻 医療安全と医事法』（信山社，2021年，編著）
- 『医事法講座第12巻 医行為と医事法』（信山社，2022年，編著）
- 『医事法判例百選 [第3版]』（有斐閣，2022年，共編著）※初版は2006年、第2版は2014年）
- 『人体情報と刑法[医事刑法研究第8巻]』（成文堂，2022年）

## 所属学会
- 日本刑法学会 （国内）（元監事、元理事）
- 日本医事法学会 （国内）（現理事、元代表理事）
- 日本生命倫理学会 （国内 ）（現理事、元代表理事）
- 日本レギュラトリーサイエンス学会（理事、国内）
- 内閣府総合科学技術・イノベーション会議生命倫理専門調査会委員（国内）
- 第25回世界医事法会議（World Congress on Medical Law）東京大会 Program Chair